# Herminia rectalis
Herminia rectalis är en fjärilsart som beskrevs av Walker 1875. Herminia rectalis ingår i släktet Herminia och familjen nattflyn. Inga underarter finns listade i Catalogue of Life.